# Black Shark (Xiaomi)
Black Shark ist eine von Xiaomi gegründete Handymarke. Black Shark wird häufig fälschlicherweise für eine Untermarke von Xiaomi gehalten. Obwohl Xiaomi viel in die Black-Shark-Technologie investiert hat, ist es offiziell eine separate Einheit.

## Geschichte
Black Shark wurde im August 2018 als eine Gaming-Handymarke vorgestellt.

## Liste der Smartphones
| Name                   | Bildschirmgröße in Zoll | Chipset                 |
| ---------------------- | ----------------------- | ----------------------- |
| Black Shark            | 5.99                    | Qualcomm Snapdragon 845 |
| Black Shark 2 Pro      | 6.39                    | Snapdragon 855          |
| Black Shark Helo       | 6.01                    | Qualcomm Snapdragon 845 |
| Black Shark 4S         | 6.67                    | Qualcomm Snapdragon 888 |
| Black Shark 4 Pro 5G   | 6.67                    | Qualcomm Snapdragon 888 |
| Black Shark 5 5G       | 7.1                     | Qualcomm Snapdragon 865 |
| Black Shark 5 Pro 5G   | 7.1                     | Qualcomm Snapdragon 870 |
| Black Shark 5 Pro Plus | 7.1                     | Qualcomm Snapdragon 888 |